# August Eduard Cunitz

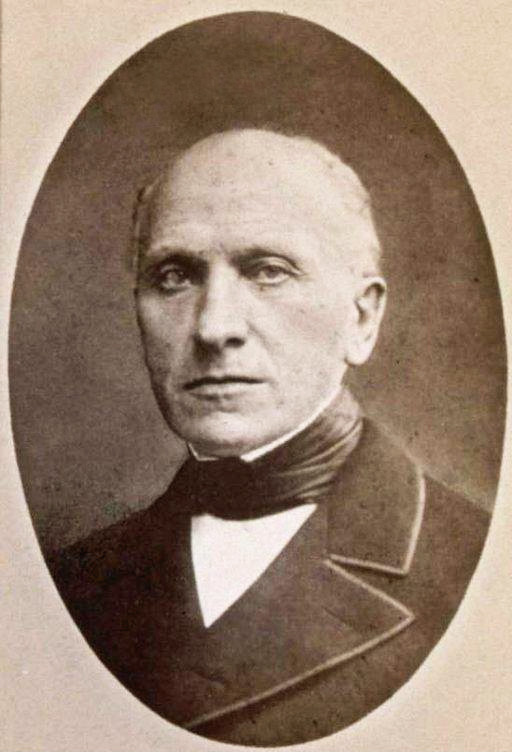
August Eduard Cunitz

August Eduard Cunitz (französisch Auguste Édouard, oft auch nur Édouard bzw. Eduard; * 29. August 1812 in Straßburg; † 16. Juni 1886 ebenda) war ein französisch-deutscher evangelischer Theologe.

## Leben
Cunitz wurde 1837 Privatdozent am Protestantischen Seminar in Straßburg, an dem er auch selbst ausgebildet worden war. Von der Theologischen Fakultät der Universität Straßburg wurde er 1840 zum Dr. theol. promoviert. Er erhielt 1857 eine außerordentliche Professur und 1864 den Lehrstuhl für Neues Testament am Seminar. Seit der Überführung des Seminars an die neu gegründete Kaiser-Wilhelm-Universität lehrte er dort bis zu seiner Emeritierung 1885. Als Vertreter des Thomasstifts gehörte er von 1881 bis 1886 zum Konsistorium der Protestantischen Kirche Augsburgischen Bekenntnisses von Elsass und Lothringen.

## Werk
Cunitz war ein enger Mitarbeiter von Eduard Reuss, der schon am Gymnasium sein Lehrer gewesen war. In der von Reuss 1828 gegründeten Theologischen Gesellschaft wirkte er ab 1836 als Ko-Präsident; mit Reuss und Johann Wilhelm Baum verantwortete er die im Corpus Reformatorum erschienene erste Gesamtausgabe der Werke Calvins (Joannis Calvini opera quae supersunt omnia, 1863–1900). Auch seine weiteren Veröffentlichungen waren vorwiegend Themen der Kirchengeschichte gewidmet.

## Schriften (Auswahl)
- De Nicolai II decreto de electione pontificum Romanorum : dissertatio historico-critica. Heitz, Strasbourg 1837.
- Histoire critique de l’interprétation du Cantique des Cantiques. Heitz, Strasbourg 1840.
- Considérations historiques sur le développement du droit ecclésiastique. Heitz, Strasbourg 1840.
  - Historische Darstellung der Kirchenzucht unter den Protestanten, 1843
- Ein Katharisches Rituale. Mauke, Jena 1852.